# Karl-Ludwig von Oertzen
Karl-Ludwig Rudolf Richard August Alexander von Oertzen (* 5. Oktober 1876 in Berlin; † 15. April 1934 in Berlin-Wilmersdorf) war ein deutscher Offizier und Militärschriftsteller.

## Leben und Tätigkeit
Dem Adelsgeschlecht von Oertzen entstammend, schlug er in den 1890er Jahren die Militärlaufbahn ein. Seit 1918 war Oertzen im preußischen Kriegsministerium tätig. Um 1922 wurde er zum Oberstleutnant befördert. Von 1922 bis 1926 war Oertzen als Pressereferent im Reichswehrministerium tätig. Von 1925 bis 1926 war er im Rang eines Obersten Leiter der Nachrichtenstelle im Reichswehrministerium. In den 1920er und 1930er Jahren trat er durch eine Reihe von militärschriftstellerischen Arbeiten hervor.
Oertzens Nachlass wird heute im Bundesarchiv verwahrt.

## Schriften
- Das Reichsheer, Reichsverlag, Berlin 1921.
- Unter der Fremdherrschaft 1807–1812, 1922.
- Das preußisch-deutsche Heer, Leipzig 1927.
- Der Grosse Krieg, 1914–1918: Eine kurze Übersicht der militärischen Ereignisse, 1930.
- Abrüstung oder Kriegsvorbereitung? Mit ein Geleitwort von Graf von Bernstorff, Zentralverlag, Berlin 1931. (3. Auflage 1932)
- Grundzüge der Wehrpolitik, Hanseatische Verlagsanstalt, Hamburg, 1933.
- Deutschland ohne Sicherheit, Callwey, München 1934.